# Fuensalida
Fuensalida egy település Kasztília-La Mancha közösségben, Spanyolországban. A Guadarrama folyó közelében Madridtól délnyugatra található. Itt van többek között a Palacio de los Condes de Fuensalida nevű palota is.

## Neve
Fuensalida neve egy tipikus szóösszetétel a latin fonte és salire szavakból. Egy erőteljesen kitörő forrásra utal.

## Elérése
Fuensalida a madridi repülőtértől (északkeleti irányból) Getafe felől, délnyugat felől pedig az E90-ről Santa Olallánál letérve, Novésen keresztül érhető el.

## Történet
Fuensalida már a mozarabok óta lakott volt, de nagyobb faluvá csak a Toledo térségében a 16. században történt fejlődéssel vált. Az ekkortól mintegy 800 fős falu és környéke még főleg mezőgazdasági, gyümölcs és bortermelő vidék volt.
A 20. században ez elektromos áram elérte a falut, ami segítette a gazdasági élet fejlődését többek között cipő- és más ruhaipari vállalkozások indulásával. A népesség kezdte átlépni a nagyfalu szintet, 2010 után már több, mint 10 000 lakosa van a városkának, ahová 2013 során a vezetékes földgáz is elért.

## Közszolgáltatások
- Fuensalida Rádió: Rodolfo Fernández vezette közösségi rádió.[4]

## Népesség
A település lakosságának változását az alábbi diagram mutatja:
| Lakosok száma | 7708 | 8516 | 9759 | 10 967 | 11 278 | 11 132 | 10 976 | 11 370 | 12 004 | 12 508 |
|               | 2001 | 2004 | 2007 | 2009   | 2012   | 2014   | 2017   | 2019   | 2022   | 2024   |